# Monica Anghel
Monica Anghel (rumänskt uttal: [moˈnika ˈaŋɡel]; född 1 juni 1971 i Bukarest), är en rumänsk sångare och TV-stjärna. Hon är en av de mest populära sångerskorna i Rumänien. År 1996 ställde hon upp i den rumänska uttagningen till Eurovision Song Contest. Sången, som hette "Rugă pentru pacea lumii", blev inte utvald till den internationella finalen i Oslo. Samma år vann Anghel "Golden Stag" åt Rumänien.
År 2002 ställde hon återigen upp i den rumänska uttagningen till Eurovision Song Contest 2002. Tillsammans med Marcel Pavel vann hon uttagningen med låten Tell me why, som förde dem till Tallinn för att äntligen få tävla internationellt. Låten slutade på nionde plats, vilket var det bästa placeringen någonsin för Rumänien.
År 2003 och 2017 valde Walt Disney Pictures den rumänska popstjärnan till att vara den rumänska rösten till en av  sångmörna i den animerade filmen Hercules.